# Choteč (Hradec Králové)
Choteč é uma comuna checa localizada na região de Hradec Králové, distrito de Jičín‎.